# Atremaea
Atremaea là một chi bướm đêm thuộc họ Gelechiidae.
1. ↑  Fauna Europaea